# آی‌ای‌آر ۸۲۵
آی‌ای‌آر ۸۲۵ (به انگلیسی: IAR 825) یک هواپیمای ساختِ کارخانهٔ ایندوستریا آئروناتیکا رومانا در کشور رومانی است. این هواپیما در ۱۲ ژوئن ۱۹۸۲ میلادی نخستین پرواز خود را انجام داد.